# Sở Lưu Hương
Sở Lưu Hương (chữ Hán: 楚留香, bính âm: Chu Liuxiang) là một nhân vật chính trong tác phẩm kiếm hiệp của Cổ Long và xuất hiện trong bộ Sở Lưu Hương hệ liệt.

## Thân thế
Trong bản dịch Long Hổ Phong Vân (gồm 3 phần Huyết Hải Phiêu Hương, Đại Sa Mạc và Họa Mi Điểu) của dịch giả Thương Lan, nhân vật Sở Lưu Hương được giới thiệu là phiên bản trưởng thành của Tiểu Phi (A Phi - 阿飛) trong truyện Tiểu Lý Phi Đao - tác giả Cổ Long. Nhưng sự thực trong nguyên tác của Cổ Long, hai nhân vật này không có liên quan gì đến nhau. Cũng như rất nhiều hình tượng khác của Cổ Long, thân thế thực sự của Sở Lưu Hương rất bí ẩn. Trong phần Họa Mi Điểu, chỉ có một tiểu đoạn nhỏ hàm ý Sở Lưu Hương và hảo bằng hữu Hồ Thiết Hoa thuở niên thiếu được Dạ Đế và Thiết Trung Đường truyền thụ võ công.
Sở Lưu Hương có biệt tài trộm cắp giống như Robin Hood ở châu Âu nên được gọi là "Đạo soái" (盜帥) hay "Hương soái" (香帥). Nhân vật này rất thông minh, có tài phá án, cũng có nhiều nét giống với hình tượng điệp viên 007. Từ Lưu Hương trong tên Sở Lưu Hương là do trên người Sở Lưu Hương luôn có túi hương chứa một mùi hương đặc biệt (mùi uất kim hương) và khi trộm một món đồ thường thường lưu lại mùi thơm đặc biệt đó.
Truyền kỳ về mùi hương của Sở Lưu Hương được Cổ Long giải thích rằng do Sở Lưu Hương có bệnh về mũi, không thể ngửi được và phải thở bằng da nên Sở Lưu Hương không thể biết cơ thể mình có mùi như thế nào. Chính vì vậy anh ta đã đi rất xa, tìm về mùi hương Uất Kim Hương đặc biệt để dùng cho mình. Bằng hữu thân thiết nhất của Sở Lưu Hương gọi anh ta là "lão xú trùng" (con giun thối), nhưng tên gọi này chưa bao giờ được giải thích rõ ràng.

## Con người
Khi Cổ Long mất, có người bạn đã làm câu đối viếng: "Tiểu Lý Phi Đao thành tuyệt hưởng, nhân gian bất kiến Sở Lưu Hương" (Tiểu Lý Phi Đao lời đã tận, người đời chẳng thấy bóng Sở Lưu Hương). Sánh cùng Tiểu Lý thám hoa Lý Tầm Hoan, có thể nói Sở Lưu Hương là một nhân vật rất thành công từng được Cổ Long xây dựng. Thành công này là do rất nhiều điểm đột phá trong hình ảnh Sở Lưu Hương.
Có thể nói Sở Lưu Hương là một nhân vật vô tiền khoáng hậu ở điểm anh ta không bao giờ giết người. Sở Lưu Hương tuy thân tại giang hồ, nhưng lại có tín niệm vào sự trang nghiêm của luật pháp. Sở Lưu Hương cho rằng mạng người không thể do cá nhân tuỳ tiện quyết định sống chết mà buộc phải có một hệ thống nghiêm cẩn quyết định. Vì vậy, luật pháp có thể vẫn còn sơ hở nhưng cần phải được tôn trọng. Và xuyên suốt những hệ liệt về Sở Lưu Hương, nhân vật này thực sự chưa bao giờ giết người, thậm chí có lần anh chấp nhận chết chứ không giết người.
Sở Lưu Hương cũng đại diện cho hình tượng hiệp đạo lịch lãm cao nhã. Anh ta cho rằng tôn trọng người khác trước hết phải tôn trọng bản thân mình. Vì vậy khác với những nhân vật giang hồ phong trần, Sở Lưu Hương rất coi trọng ăn mặc và phong thái.
Vì ngoại hình lịch lãm và tính cách phong lưu, Sở Lưu Hương cũng là nhân vật rất đào hoa trong tiểu thuyết võ hiệp Cổ Long. Anh ta có rất nhiều tình nhân, đi đến đâu cũng lưu lại một mối tình. Thậm chí kẻ thù của Sở Lưu Hương đa phần cũng là đàn bà (Thạch Quan Âm, Thủy Mẫu Âm Cơ, Hoạ Mi Điểu Liễu Vô Mi...). Ngoài ra Sở Lưu Hương còn có ba người hồng nhan tri kỷ là Tô Dung Dung, Tống Điềm Nhi, Lý Hồng Tụ mà anh ta tôn trọng chẳng khác nào em gái ruột thịt. Nữ nhân duy nhất được coi là vợ của Sở Lưu Hương là Trương Khiết Khiết, cô nương anh gặp, yêu và có con với cô trong phần Đào Hoa Truyền Kỳ. Họ được xem là đôi tình nhân đau khổ nhất của Cổ Long. Sở Lưu Hương có nhiều bạn tốt như Hoa Hồ Điệp Hồ Thiết Hoa và Trung Nguyên Nhất Điểm Hồng (là đối thủ và sau này thành bạn).
Lại nói về phong thái của Sở Lưu Hương, có thể nói anh ta là một người rất "tây". Từ sở thích phiêu lưu mạo hiểm đến thói quen hưởng thụ như uống rượu bồ đào (một loại nho đỏ), sử dụng mùi hương (nước hoa), và tính cách tôn trọng, tinh thần tự do với phụ nữ và tình yêu. Sở Lưu Hương cũng là nhân vật yêu thích lạc thú, không bị danh lợi bó buộc, chỉ làm những gì mình thích và không ai có thể cưỡng bức anh ta...
Bên cạnh đó, Sở Lưu Hương còn là người trọng tình nghĩa, coi trọng công lý, thích xen vào chuyện thiên hạ, hay ra tay can thiệp vào việc bất công, nên lúc nào cũng được bạn bè và mỹ nữ kính nể. Anh ta còn là một người sành điệu trong ẩm thực, biết cách ăn mặc nhất và cũng là tay cờ bạc hào phóng nhất. Bất kể là ai, người trong hắc đạo hay bạch đạo, đều nhìn nhận Sở Lưu Hương là người độc nhất vô nhị trên đời. Suốt đời hành hiệp của Sở Lưu Hương, nhân vật này được coi là chưa từng thất bại bao giờ, bất luận là kẻ có võ công cao hơn nhiều. Sở Lưu Hương cũng có cách dùng mưu cơ và tâm lý để ứng phó, không chỉ đánh bại kẻ thù mà còn khiến cho đối thủ khâm phục.
Một điểm nữa rất nổi danh của hình tượng Sở Lưu Hương là khinh công. Thiên hạ từ cổ chí kim luôn coi khinh công của Đạo soái là đệ nhất thiên hạ. Khinh công gắn liền với tinh thần tự do tự tại, không bị gò bó càng khiến nhân vật Sở Lưu Hương trở nên lãng mạn phi thường.

## Xuất hiện trong tác phẩm
Sở Lưu Hương hệ liệt, 楚留香系列 Chu Liu Xiang Xi Lie (The Adventures of Chu Liu Xiang) - viết trong thời gian 1968 - 1979
1. (1968) Huyết hải phiêu hương, 血海飄香 Xie Hai Piao Xiang (Fragrance in the Sea of Blood) - 27 hồi
2. (1969) Đại sa mạc, 大沙漠 Da Sha Mo (Vast Desert) - 36 hồi
3. (1970) Họa mi điểu, 畫眉鳥 Hua Mei Niao (The Thrush) - 36 hồi
4. (1970) Quỷ luyến hiệp tình, 鬼戀傳奇 Gui Lian Chuan Ji (The Legend of the Ghost Lover) - 12 hồi
5. (1971) Biên bức truyền kỳ, 蝙蝠俠 Bian Fu Chuan Ji (Legend of the Bat) - 23 hồi
6. (1972) Đào hoa truyền kỳ, 桃花传奇 Tao Hua Chuan Ji (Legend of the Peach Blossom) - 15 hồi
7. (1978) Tân Nguyệt truyền kỳ, 新月傳奇 Xin Yue Chuan Ji (Legend of the New Moon) - 12 hồi
8. (1979) Ngọ dạ lan hoa, 午夜蘭花 Wu Ye Lan Hua (Midnight-Blooming Orchid) - 14 hồi